# Rima Réaumur

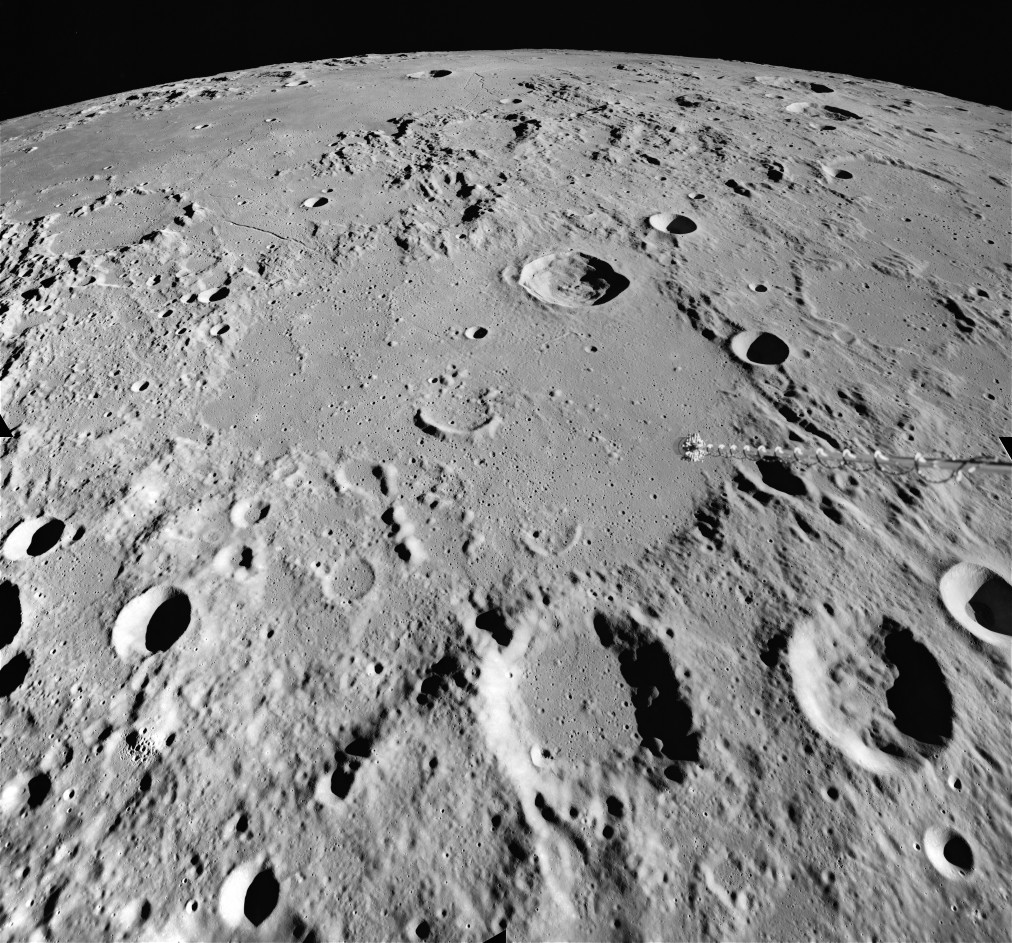
Kráter Hipparchus s rozrušenými okraji vyplňuje střed fotografie pořízené misí Apollo 16. Rima Réaumur je tenká čára v levé horní části snímku.

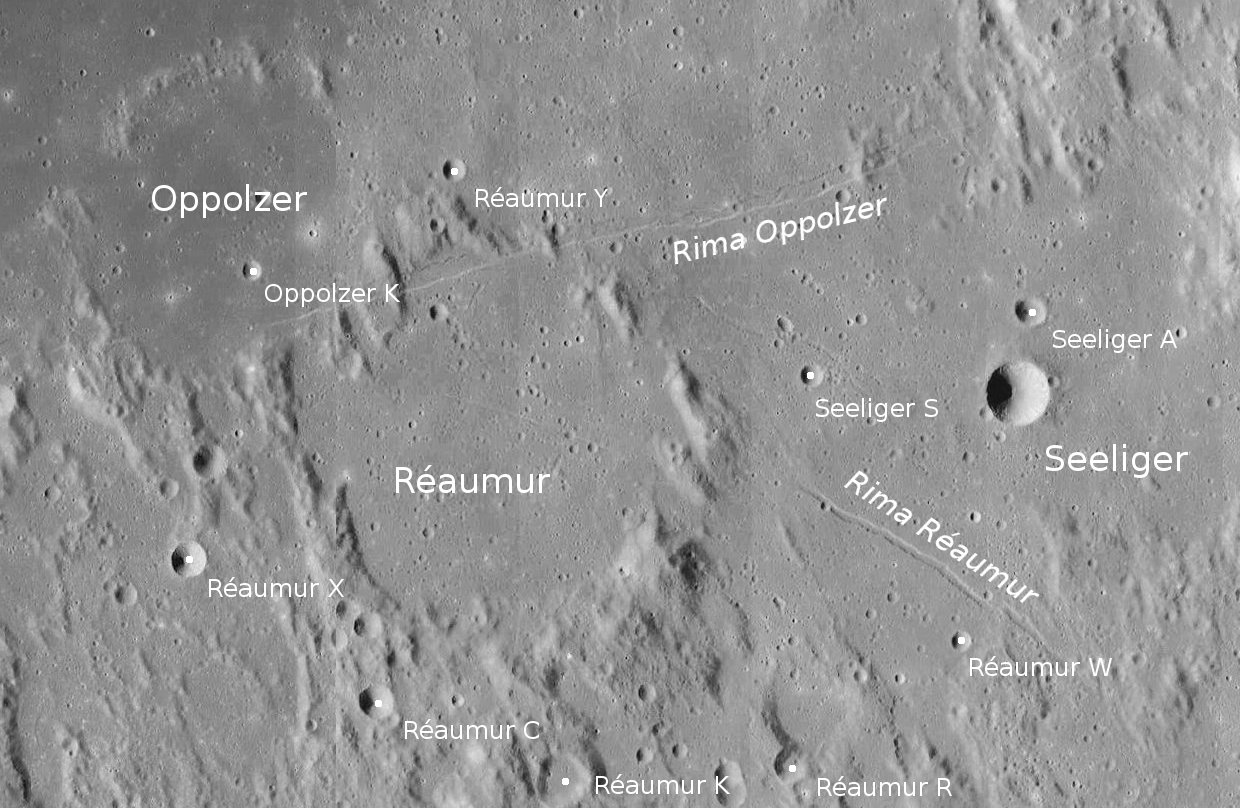
Poloha brázdy Rima Réaumur.

Rima Réaumur je měsíční brázda nacházející se na přivrácené straně Měsíce poblíž rovníku a táhnoucí se mezi kráterem Réaumur (z východu, podle něj získala své jméno) a malým kráterem Seeliger z jihozápadu. Měří cca 45 km. Střední selenografické souřadnice jsou 2,8° J, 2,5° V. Severozápadně od brázdy Rima Réaumur se nachází další brázda Rima Oppolzer a za ní měsíční plocha zvaná Sinus Medii (Záliv středu). Jihovýchodně leží rozsáhlý značně rozrušený kráter Hipparchus.